# Conector DIN

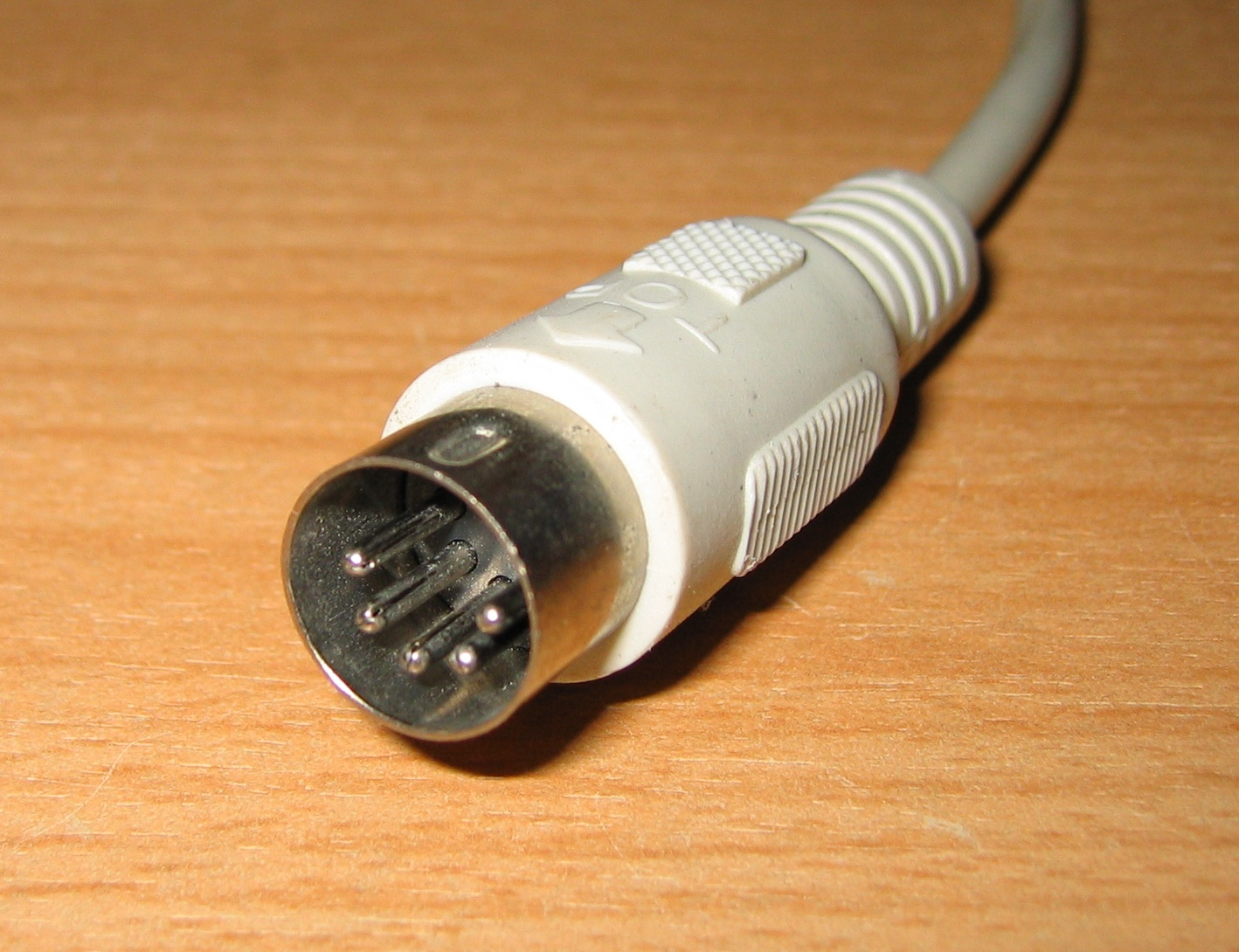
Conector DIN de 5 pines para teclado de computadora.

El conector DIN es un tipo de conector, originariamente estandarizado por el Deutsches Institut für Normung,'DIN', organización encargada de la estandarización en Alemania.
Existen estándares del DIN para una gran cantidad de diferentes conectores, por lo tanto el término “conector DIN” por sí mismo no identifica un conector particular a menos que se le añada el número que ilustre el tipo de conector en particular (por ejemplo, "conector DIN 41524").
En el contexto de electrónica de consumo, por regla general, conector DIN se refiere a los conectores con extremo circular que fueron los primeros normalizados por el DIN, para ser empleados en las señales analógicas de audio. Algunos de estos conectores fueron usados posteriormente en la transmisión analógica de vídeo y en interfaces digitales, por ejemplo: MIDI y PS/2 de IBM para teclados y mouses de computadoras personales. Los sezrches DIN para estos conectores no estuvieron mucho tiempo en prensa y fueron pronto reemplazados por los equivalentes internacionales IEC 60130-9
Todos los conectores macho (plugs) de la familia de conectores tienen extremo de metal con 13,2 mm de diámetro con bordes especiales para limitar la orientación al ser insertados en las ranuras. Existe un rango de conectores de la misma forma que difieren solo en la configuración de los pines y que fue estandarizado originariamente en la DIN 41524 (de 3 o 5 pines), la DIN 45322 (de 5 pines a 60°), la DIN 45326 (8 pines), la DIN 45329 (7 pines), y otros estándares para un rango de diferentes aplicaciones.
Los conectores consisten en una lámina metálica circular para proteger los pines que sobresalen. La lámina metálica está dentada para que sea insertada con la orientación correcta en su enchufe y prevenir de esta forma el daño en los aparatos eléctricos.
Existen siete patrones comunes y cualquier número de pines desde tres hasta ocho. Existen dos conectores de cinco pines diferentes, conocidos en la industria como 180° y 240° (a veces denominado de 270°) intentando mencionar la disposición de los pines. Existe alguna ligera compatibilidad, por ejemplo un conector de tres pines puede ajustarse en cualquier enchufe de cinco pines de 180°, permitiendo que tres de los pines del conector queden sin conexión, pero uno de cinco pines no se enchufará en uno de tres pines. Al igual que uno de cinco pines encaja en un enchufe de siete o de ocho.

## Ejemplos de conector de audio (macho)
|  | 3 Salida del canal de la izquierda / Mono 5 Salida del canal de la derecha (solo en estéreo) 2 Tierra 4 Entrada del canal derecho (solo en estéreo) 1 Entrada del canal izquierdo / Mono |